# Screen Actors Guild-díj a legjobb színésznek (minisorozat vagy tévéfilm)
A legjobb színész (minisorozat vagy tévéfilm) kategóriában átadott Screen Actors Guild-díjat az első, 1995-ös díjátadó óta osztják ki minden évben, értékelve a minisorozatok és tévéfilmek fő- és mellékszereplő férfi színészeit.
A legtöbb győzelmet (két-két alkalommal) Paul Giamatti, Al Pacino, Mark Ruffalo és Gary Sinise szerezte meg. A legtöbb jelölést James Garner, Ed Harris, Jeremy Irons, Ben Kingsley, William H. Macy, Al Pacino, Gary Sinise és John Turturro kapta, mindannyiukat három alkalommal jelölték a kategóriában.

## Győztesek és jelöltek
(MEGJEGYZÉS: Az Év oszlop az adott minisorozat vagy tévéfilm bemutatási évére utal, a tényleges díjátadó ceremóniát a következő évben rendezték meg.)

### 1990-es évek
| Év                           | Színész                | Színész                         | Szerep                                     | Magyar cím                            | Eredeti cím        |
| 1994 1. gála                 |                        |                                 |                                            |                                       |                    |
| ---------------------------- | ---------------------- | ------------------------------- | ------------------------------------------ | ------------------------------------- | ------------------ |
| 1994 1. gála                 |                        | Raúl Juliá (posztumusz)         | Chico Mendes                               | Lassú tűzön                           | The Burning Season |
| 1994 1. gála                 | James Garner           | Jim Rockford                    |                                            | The Rockford Files: I Still Love L.A. |                    |
| 1994 1. gála                 | John Malkovich         | Kurtz ezredes                   | A sötétség mélyén                          | Heart of Darkness                     |                    |
| 1994 1. gála                 | Gary Sinise            | Stu Redman                      | Stephen King: Végítélet                    | Stephen King’s The Stand              |                    |
| 1994 1. gála                 | Forest Whitaker        | MacKenzie „Mac” Casey ezredes   | Az ellenség közelében                      | The Enemy Within                      |                    |
| 1995 2. gála                 |                        |                                 |                                            |                                       |                    |
|                              | Gary Sinise            | Harry S. Truman                 |                                            | Truman                                |                    |
| Alec Baldwin                 | Stanley Kowalski       | A vágy villamosa                | A Streetcar Named Desire                   |                                       |                    |
| Laurence Fishburne           | Hannibal Lee           | A 99-es alakulat                | The Tuskegee Airmen                        |                                       |                    |
| James Garner                 | Jim Rockford           |                                 | The Rockford Files: A Blessing in Disguise |                                       |                    |
| Tommy Lee Jones              | Hewey Calloway         | Régi jó cimborák                | The Good Old Boys                          |                                       |                    |
| 1996 3. gála                 |                        |                                 |                                            |                                       |                    |
|                              | Alan Rickman           | Grigorij Raszputyin             | Raszputyin                                 | Rasputin: Dark Servant of Destiny     |                    |
| Armand Assante               | John Gotti             | Gotti                           | Gotti                                      |                                       |                    |
| Beau Bridges                 | Bill Januson           |                                 | Hidden in America                          |                                       |                    |
| Robert Duvall                | Adolf Eichmann         | Az ember, aki elfogta Eichmannt | The Man Who Captured Eichmann              |                                       |                    |
| Ed Harris                    | Jim Lassiter           | Vadnyugati történet             | Riders of the Purple Sage                  |                                       |                    |
| 1997 4. gála                 |                        |                                 |                                            |                                       |                    |
|                              | Gary Sinise            | George Wallace                  | George Wallace                             | George Wallace                        |                    |
| Jack Lemmon                  | nyolcadik esküdt       | Tizenkét dühös ember            | 12 Angry Men                               |                                       |                    |
| George C. Scott              | harmadik esküdt        | Tizenkét dühös ember            | 12 Angry Men                               |                                       |                    |
| Sidney Poitier               | Nelson Mandela         | Mandela és de Klerk             | Mandela and de Klerk                       |                                       |                    |
| Ving Rhames                  | Don King               |                                 | Don King: Only in America                  |                                       |                    |
| 1998 5. gála                 |                        |                                 |                                            |                                       |                    |
|                              | Christopher Reeve      | Jason Kemp                      | Hátsó ablak                                | Rear Window                           |                    |
| Charles S. Dutton            | Charles Williams       | A becsület kötelez              | Blind Faith                                |                                       |                    |
| James Garner                 | Norman Keane           | A jog vadorzói                  | Legalese                                   |                                       |                    |
| Ben Kingsley                 | Sweeney Todd           | Sweeney Todd                    | The Tale of Sweeney Todd                   |                                       |                    |
| Ray Liotta                   | Frank Sinatra          | Sztárok egy csapatban           | The Rat Pack                               |                                       |                    |
| Stanley Tucci                | Walter Winchell        |                                 | Winchell                                   |                                       |                    |
| 1999 6. gála                 |                        |                                 |                                            |                                       |                    |
|                              | Jack Lemmon            | Morrie Schwartz                 | Leckék az életről                          | Tuesdays with Morrie                  |                    |
| Hank Azaria                  | Mitch Albom            | Leckék az életről               | Tuesdays with Morrie                       |                                       |                    |
| Peter Fonda                  | Frank O’Connor         | Egy filozófusnő szerelmei       | The Passion of Ayn Rand                    |                                       |                    |
| George C. Scott (posztumusz) | Matthew Harrison Brady | Majomper                        | Inherit the Wind                           |                                       |                    |
| Patrick Stewart              | Ebenezer Scrooge       | Karácsonyi ének                 | A Christmas Carol                          |                                       |                    |

### 2000-es évek
| Év                  | Színész                          | Színész                                    | Szerep                                                     | Magyar cím                          | Eredeti cím         |
| 2000 7. gála        |                                  |                                            |                                                            |                                     |                     |
| ------------------- | -------------------------------- | ------------------------------------------ | ---------------------------------------------------------- | ----------------------------------- | ------------------- |
| 2000 7. gála        |                                  | Brian Dennehy                              | Willy Loman                                                |                                     | Death of a Salesman |
| 2000 7. gála        | Alec Baldwin                     | Robert H. Jackson bíró                     | Nürnberg                                                   | Nuremberg                           |                     |
| 2000 7. gála        | Brian Cox                        | Hermann Göring                             | Nürnberg                                                   | Nuremberg                           |                     |
| 2000 7. gála        | Danny Glover                     | Will Walker                                | Néger sors                                                 | Freedom Song                        |                     |
| 2000 7. gála        | John Lithgow                     | Don Quijote                                | Don Quijote                                                | Don Quixote                         |                     |
| 2000 7. gála        | James Woods                      | Dennis Barrie                              | Tiltott képek                                              | Dirty Pictures                      |                     |
| 2001 8. gála        |                                  |                                            |                                                            |                                     |                     |
|                     | Ben Kingsley                     | Otto Frank                                 | Anne Frank igaz története                                  | Anne Frank: The Whole Story         |                     |
| Alan Alda           | Willie Walters                   | Klubvilág                                  | Club Land                                                  |                                     |                     |
| Richard Dreyfuss    | Alexander Haig                   | A merénylet napja                          | The Day Reagan Was Shot                                    |                                     |                     |
| James Franco        | James Dean                       |                                            | James Dean                                                 |                                     |                     |
| Gregory Hines       | Bill „Bojangles” Robinson        |                                            | Bojangles                                                  |                                     |                     |
| 2002 9. gála        |                                  |                                            |                                                            |                                     |                     |
|                     | William H. Macy                  | Bill Porter                                | Házról házra                                               | Door to Door                        |                     |
| Albert Finney       | Winston Churchill                | Gomolygó viharfelhők                       | The Gathering Storm                                        |                                     |                     |
| Brad Garrett        | Jackie Gleason                   | Gleason                                    | Gleason                                                    |                                     |                     |
| Sean Hayes          | Jerry Lewis                      | Martin és Lewis                            | Martin and Lewis                                           |                                     |                     |
| John Turturro       | Howard Cosell                    | A sportriporter                            | Monday Night Mayhem                                        |                                     |                     |
| 2003 10. gála       |                                  |                                            |                                                            |                                     |                     |
|                     | Al Pacino                        | Roy Cohn                                   | Angyalok Amerikában                                        | Angels in America                   |                     |
| Justin Kirk         | Prior Walter                     | Angyalok Amerikában                        | Angels in America                                          |                                     |                     |
| Jeffrey Wright      | több szerep                      | Angyalok Amerikában                        | Angels in America                                          |                                     |                     |
| Paul Newman         | színpadi menedzser               |                                            | Our Town                                                   |                                     |                     |
| Forest Whitaker     | Marcus Clay                      | A védelem diakónusai                       | Deacons for Defense                                        |                                     |                     |
| 2004 11. gála       |                                  |                                            |                                                            |                                     |                     |
|                     | Geoffrey Rush                    | Peter Sellers                              | Peter Sellers élete és halála                              | The Life and Death of Peter Sellers |                     |
| Jamie Foxx          | Stan 'Tookie' Williams           |                                            | Redemption: The Stan Tookie Williams Story                 |                                     |                     |
| William H. Macy     | Charlie Gigot                    | Gyapjúsapka                                | The Wool Cap                                               |                                     |                     |
| Barry Pepper        | Dale Earnhardt                   | Nascar az életem: Dale Earnhardt története | 3: The Dale Earnhardt Story                                |                                     |                     |
| Jon Voight          | Eddie                            | Öten a mennyországból                      | The Five People You Meet in Heaven                         |                                     |                     |
| 2005 12. gála       |                                  |                                            |                                                            |                                     |                     |
|                     | Paul Newman                      | Max Roby                                   | A múlt fogságában                                          | Empire Falls                        |                     |
| Kenneth Branagh     | Franklin D. Roosevelt            | Warm Springs                               | Warm Springs                                               |                                     |                     |
| Ted Danson          | David MacEnulty                  | Sakklépések                                | Knights of the South Bronx                                 |                                     |                     |
| Ed Harris           | Miles Roby                       | A múlt fogságában                          | Empire Falls                                               |                                     |                     |
| Christopher Plummer | Bernard Francis Law érsek        |                                            | Our Fathers                                                |                                     |                     |
| 2006 13. gála       |                                  |                                            |                                                            |                                     |                     |
|                     | Jeremy Irons                     | Robert Dudley, Leicester grófja            | Elizabeth                                                  | Elizabeth I                         |                     |
| Thomas Haden Church | Tom Harte                        | A szabadság útján                          | Broken Trail                                               |                                     |                     |
| Robert Duvall       | Prentice Ritter                  | A szabadság útján                          | Broken Trail                                               |                                     |                     |
| William H. Macy     | Clyde Umney nyomozó / Sam Landry |                                            | Nightmares & Dreamscapes: From the Stories of Stephen King |                                     |                     |
| Matthew Perry       | Ron Clark                        | A diadal                                   | The Ron Clark Story                                        |                                     |                     |
| 2007 14. gála       |                                  |                                            |                                                            |                                     |                     |
|                     | Kevin Kline                      | Jacques                                    | Ahogy tetszik                                              | As You Like It                      |                     |
| Michael Keaton      | James Jesus Angleton             | A Cég – A CIA regénye                      | The Company                                                |                                     |                     |
| Oliver Platt        | George Steinbrenner              |                                            | The Bronx Is Burning                                       |                                     |                     |
| John Turturro       | Billy Martin                     |                                            | The Bronx Is Burning                                       |                                     |                     |
| Sam Shepard         | Frank Whiteley                   | Ruffian, a csodakanca                      | Ruffian                                                    |                                     |                     |
| 2008 15. gála       |                                  |                                            |                                                            |                                     |                     |
|                     | Paul Giamatti                    | John Adams                                 | John Adams                                                 | John Adams                          |                     |
| Ralph Fiennes       | Bernard Lafferty                 | Bernard és Doris                           | Bernard and Doris                                          |                                     |                     |
| Kevin Spacey        | Ron Klain                        | Újraszámlálás                              | Recount                                                    |                                     |                     |
| Kiefer Sutherland   | Jack Bauer                       | 24 – A szabadulás                          | 24: Redemption                                             |                                     |                     |
| Tom Wilkinson       | Benjamin Franklin                | John Adams                                 | John Adams                                                 |                                     |                     |
| 2009 16. gála       |                                  |                                            |                                                            |                                     |                     |
|                     | Kevin Bacon                      | Michael Strobl                             | A lélek útja                                               | Taking Chance                       |                     |
| Cuba Gooding Jr.    | Ben Carson                       | Az aranykezű sebész                        | Gifted Hands: The Ben Carson Story                         |                                     |                     |
| Jeremy Irons        | Alfred Stieglitz                 | Georgia O'Keeffe                           | Georgia O'Keeffe                                           |                                     |                     |
| Kevin Kline         | Cyrano de Bergerac               |                                            | Great Performances                                         |                                     |                     |
| Tom Wilkinson       | Salter                           | A klónfiú                                  | A Number                                                   |                                     |                     |

### 2010-es évek
| Év                   | Színész                 | Színész                                    | Szerep                                            | Magyar cím                                                | Eredeti cím         |
| 2010 17. gála        |                         |                                            |                                                   |                                                           |                     |
| -------------------- | ----------------------- | ------------------------------------------ | ------------------------------------------------- | --------------------------------------------------------- | ------------------- |
| 2010 17. gála        |                         | Al Pacino                                  | Dr. Jack Kevorkian                                | Dr. Halál                                                 | You Don't Know Jack |
| 2010 17. gála        | John Goodman            | Neal Nicol                                 | Dr. Halál                                         | You Don't Know Jack                                       |                     |
| 2010 17. gála        | Dennis Quaid            | Bill Clinton                               | Különleges kapcsolat                              | The Special Relationship                                  |                     |
| 2010 17. gála        | Édgar Ramírez           | Ilich Ramírez Sánchez / Carlos, a Sakál    |                                                   | Carlos                                                    |                     |
| 2010 17. gála        | Patrick Stewart         | Macbeth                                    |                                                   | Macbeth                                                   |                     |
| 2011 18. gála        |                         |                                            |                                                   |                                                           |                     |
|                      | Paul Giamatti           | Ben Bernanke                               | Válság a Wall Streeten                            | Too Big to Fail                                           |                     |
| Laurence Fishburne   | Thurgood Marshall       |                                            | Thurgood                                          |                                                           |                     |
| Greg Kinnear         | John Fitzgerald Kennedy | A Kennedy család                           | The Kennedys                                      |                                                           |                     |
| Guy Pearce           | Monty Beragon           | Mildred Pierce                             | Mildred Pierce                                    |                                                           |                     |
| James Woods          | Richard S. Fuld Jr.     | Válság a Wall Streeten                     | Too Big to Fail                                   |                                                           |                     |
| 2012 19. gála        |                         |                                            |                                                   |                                                           |                     |
|                      | Kevin Costner           | William Anderson Hatfield                  | A Hatfield-McCoy viszály                          | Hatfields & McCoys                                        |                     |
| Woody Harrelson      | Steve Schmidt           | Versenyben az elnökségért                  | Game Change                                       |                                                           |                     |
| Ed Harris            | John McCain             | Versenyben az elnökségért                  | Game Change                                       |                                                           |                     |
| Clive Owen           | Ernest Hemingway        | Hemingway és Gellhorn                      | Hemingway & Gellhorn                              |                                                           |                     |
| Bill Paxton          | Randolph McCoy          | A Hatfield-McCoy viszály                   | Hatfields & McCoys                                |                                                           |                     |
| 2013 20. gála        |                         |                                            |                                                   |                                                           |                     |
|                      | Michael Douglas         | Liberace                                   | Túl a csillogáson                                 | Behind the Candelabra                                     |                     |
| Matt Damon           | Scott Thorson           | Túl a csillogáson                          | Behind the Candelabra                             |                                                           |                     |
| Jeremy Irons         | IV. Henrik              | Hollow Crown – Koronák harca               | The Hollow Crown                                  |                                                           |                     |
| Rob Lowe             | John Fitzgerald Kennedy | A Kennedy gyilkosság                       | Killing Kennedy                                   |                                                           |                     |
| Al Pacino            | Phil Spector            | Phil Spector                               | Phil Spector                                      |                                                           |                     |
| 2014 21. gála        |                         |                                            |                                                   |                                                           |                     |
|                      | Mark Ruffalo            | Ned Weeks                                  | Igaz szívvel                                      | The Normal Heart                                          |                     |
| Adrien Brody         | Harry Houdini           | Houdini                                    | Houdini                                           |                                                           |                     |
| Benedict Cumberbatch | Sherlock Holmes         | Sherlock: Az utolsó alakítás               | Sherlock: His Last Vow                            |                                                           |                     |
| Richard Jenkins      | Henry Kitteridge        | Olive Kitteridge                           | Olive Kitteridge                                  |                                                           |                     |
| Billy Bob Thornton   | Lorne Malvo             | Fargo                                      | Fargo                                             |                                                           |                     |
| 2015 22. gála        |                         |                                            |                                                   |                                                           |                     |
|                      | Idris Elba              | John Luther                                | Luther                                            | Luther                                                    |                     |
| Ben Kingsley         | Ay                      | Az ifjú fáraó                              | Tut                                               |                                                           |                     |
| Ray Liotta           | Lorca / Tom Mitchell    | Texas felemelkedése                        | Texas Rising                                      |                                                           |                     |
| Bill Murray          | önmaga                  |                                            | A Very Murray Christmas                           |                                                           |                     |
| Mark Rylance         | Thomas Cromwell         | Farkasbőrben                               | Wolf Hall                                         |                                                           |                     |
| 2016 23. gála        |                         |                                            |                                                   |                                                           |                     |
|                      | Bryan Cranston          | Lyndon B. Johnson                          | A végsőkig                                        | All the Way                                               |                     |
| Riz Ahmed            | Nasir 'Naz' Khan        | Aznap éjjel                                | The Night Of                                      |                                                           |                     |
| John Turturro        | John Stone              | Aznap éjjel                                | The Night Of                                      |                                                           |                     |
| Sterling K. Brown    | Christopher Darden      | American Crime Story: Az O. J. Simpson-ügy | The People v. O. J. Simpson: American Crime Story |                                                           |                     |
| Courtney B. Vance    | Johnnie Cochran         | American Crime Story: Az O. J. Simpson-ügy | The People v. O. J. Simpson: American Crime Story |                                                           |                     |
| 2017 24. gála        |                         |                                            |                                                   |                                                           |                     |
|                      | Alexander Skarsgård     | Perry Wright                               | Hatalmas kis hazugságok                           | Big Little Lies                                           |                     |
| Benedict Cumberbatch | Sherlock Holmes         | Sherlock: A hazug detektív                 | Sherlock: The Lying Detective                     |                                                           |                     |
| Jeff Daniels         | Frank Griffen           | Isten nélkül                               | Godless                                           |                                                           |                     |
| Robert De Niro       | Bernie Madoff           | Hazugságok mágusa                          | The Wizard of Lies                                |                                                           |                     |
| Geoffrey Rush        | Albert Einstein         | Géniusz                                    | Genius                                            |                                                           |                     |
| 2018 25. gála        |                         |                                            |                                                   |                                                           |                     |
|                      | Darren Criss            | Andrew Cunanan                             |                                                   | The Assassination of Gianni Versace: American Crime Story |                     |
| Antonio Banderas     | Pablo Picasso           | Géniusz                                    | Genius                                            |                                                           |                     |
| Hugh Grant           | Jeremy Thorpe           | Egy nagyon angolos botrány                 | A Very English Scandal                            |                                                           |                     |
| Anthony Hopkins      | Lear király             | Lear király                                | King Lear                                         |                                                           |                     |
| Bill Pullman         | Harry Ambrose nyomozó   | A tettes                                   | The Sinner                                        |                                                           |                     |
| 2019 26. gála        |                         |                                            |                                                   |                                                           |                     |
|                      | Sam Rockwell            | Bob Fosse                                  | Fosse/Verdon                                      | Fosse/Verdon                                              |                     |
| Mahershala Ali       | Wayne Hays              | True Detective – A törvény nevében         | True Detective                                    |                                                           |                     |
| Russell Crowe        | Roger Ailes             | A legharsányabb hang                       | The Loudest Voice                                 |                                                           |                     |
| Jared Harris         | Valerij Legaszov        | Csernobil                                  | Chernobyl                                         |                                                           |                     |
| Jharrel Jerome       | Korey Wise              | A Central parki ötök                       | When They See Us                                  |                                                           |                     |

### 2020-as évek
| Év                 | Színész               | Színész                                              | Szerep                                     | Magyar cím            | Eredeti cím              |
| 2020 27. gála      |                       |                                                      |                                            |                       |                          |
| ------------------ | --------------------- | ---------------------------------------------------- | ------------------------------------------ | --------------------- | ------------------------ |
| 2020 27. gála      |                       | Mark Ruffalo                                         | Dominick Birdsey / Thomas Birdsey          | Ez minden, amit tudok | I Know This Much Is True |
| 2020 27. gála      | Bill Camp             | Mr. Shaibel                                          | A vezércsel                                | The Queen's Gambit    |                          |
| 2020 27. gála      | Daveed Diggs          | Marquis de La Fayette / Thomas Jefferson             | Hamilton                                   | Hamilton              |                          |
| 2020 27. gála      | Hugh Grant            | Jonathan Fraser                                      | Tudhattad volna                            | The Undoing           |                          |
| 2020 27. gála      | Ethan Hawke           | John Brown                                           |                                            | The Good Lord Bird    |                          |
| 2021 28. gála      |                       |                                                      |                                            |                       |                          |
|                    | Michael Keaton        | Dr. Samuel Finnix                                    | Dopesick                                   | Dopesick              |                          |
| Murray Bartlett    | Armond                | A Fehér Lótusz                                       | The White Lotus                            |                       |                          |
| Oscar Isaac        | Jonathan Levy         | Jelenetek egy házasságból                            | Scenes from a Marriage                     |                       |                          |
| Ewan McGregor      | Halston               | Halston                                              | Halston                                    |                       |                          |
| Evan Peters        | Colin Zabel           | Easttowni rejtélyek                                  | Mare of Easttown                           |                       |                          |
| 2022 29. gála      |                       |                                                      |                                            |                       |                          |
|                    | Sam Elliott           | Shea Brennan                                         | 1883                                       | 1883                  |                          |
| Steve Carell       | Alan Strauss          | A páciens                                            | The Patient                                |                       |                          |
| Taron Egerton      | James "Jimmy" Keane   | Fekete madár                                         | Black Bird                                 |                       |                          |
| Paul Walter Hauser | Lawrence "Larry" Hall | Fekete madár                                         | Black Bird                                 |                       |                          |
| Evan Peters        | Jeffrey Dahmer        | Jeffrey Dahmer – Szörnyeteg: A Jeffrey Dahmer-sztori | Dahmer – Monster: The Jeffrey Dahmer Story |                       |                          |
| 2023 30. gála      |                       |                                                      |                                            |                       |                          |
|                    | Steven Yeun           | Danny Cho                                            | Balhé                                      | Beef                  |                          |
| Matthew Bomer      | Hawkins "Hawk" Fuller | Útitársak                                            | Fellow Travelers                           |                       |                          |
| Jon Hamm           | Roy Tillman           | Fargo                                                | Fargo                                      |                       |                          |
| David Oyelowo      | Bass Reeves           | Az igazság emberei: Bass Reeves                      | Lawmen: Bass Reeves                        |                       |                          |
| Tony Shalhoub      | Adrian Monk           | Mr Monk utolsó esete – A Monk-film                   | Mr. Monk’s Last Case: A Monk Movie         |                       |                          |
| 2024 31. gála      |                       |                                                      |                                            |                       |                          |
|                    | Colin Farrell         | Oswald "Oz" Cobb / A Pingvin                         | Pingvin                                    | The Penguin           |                          |
| Richard Gadd       | Donny Dunn            | Szarvasbébi                                          | Baby Reindeer                              |                       |                          |
| Kevin Kline        | Stephen Brigstocke    | Cáfolat                                              | Disclaimer                                 |                       |                          |
| Javier Bardem      | José Menendez         | Szörnyetegek: A Lyle és Erik Menendez-sztori         | Monsters: The Lyle and Erik Menendez Story |                       |                          |
| Andrew Scott       | Thomas "Tom" Ripley   | Ripley                                               | Ripley                                     |                       |                          |

## Rekordok

### Többszörös győzelmek

#### két győzelem
- Paul Giamatti
- Al Pacino
- Mark Ruffalo
- Gary Sinise

### Többszörös jelölések
| - Alec Baldwin - Benedict Cumberbatch - Robert Duvall - Laurence Fishburne - Paul Giamatti - Hugh Grant - Michael Keaton - Jack Lemmon - Ray Liotta - Paul Newman - Evan Peters - Mark Ruffalo - Geoffrey Rush - George C. Scott - Patrick Stewart - Forest Whitaker - Tom Wilkinson - James Woods | - James Garner - Ed Harris - Jeremy Irons - Ben Kingsley - Kevin Kline - William H. Macy - Al Pacino - Gary Sinise - John Turturro |

## Fordítás
- Ez a szócikk részben vagy egészben  a   Screen Actors Guild Award for Outstanding Performance by a Male Actor in a Miniseries or Television Movie című angol Wikipédia-szócikk fordításán alapul.  Az eredeti cikk szerkesztőit annak laptörténete sorolja fel. Ez a jelzés csupán a megfogalmazás eredetét és a szerzői jogokat jelzi, nem szolgál a cikkben szereplő információk forrásmegjelöléseként.